# Baseball ai Giochi della V Olimpiade
Il baseball ha fatto la sua prima comparsa alle Olimpiadi ai Giochi di Stoccolma nel 1912, come esibizione.
Il 15 luglio a Stoccolma fu disputata una partita tra una rappresentativa degli Stati Uniti e la Svezia.
La squadra statunitense era composta da atleti, quella svedese da giocatori del Vesterås Baseball Club, la prima squadra di baseball del paese scandinavo.
Due statunitensi giocarono per la Svezia, a causa dell'inesperienza dei lanciatori e dei ricevitori.
La partita fu arbitrata da George Wright, un ex-giocatore della National League.

## Risultato
| Squadra     | 1 | 2 | 3 | 4 | 5 | 6 | R  | H  | E |
| ----------- | - | - | - | - | - | - | -- | -- | - |
| Stati Uniti | 4 | 1 | 0 | 0 | 8 | x | 13 | 10 | 2 |
| Svezia      | 0 | 0 | 0 | 2 | 0 | 1 | 3  | 7  | 5 |